# بوب هاليت
بوب هاليت هو صحفي الموسيقى وكاتب وشخصية أعمال كندي، ولد في 23 مايو 1968.